# Otto Herrnring

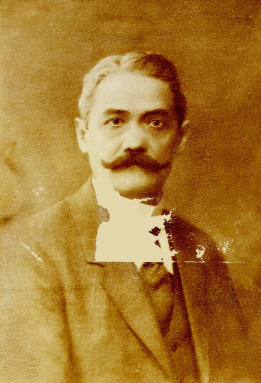
Otto Herrnring, um 1910

Otto Ferdinand Herrnring (* 22. August 1858 in Schippenbeil, Kreis Friedland (Ostpreußen); † 11. Mai 1921 in Berlin) war ein deutscher Architekt und kommunaler Baubeamter in Berlin. Bekannt wurde er vor allem durch den Bau zahlreicher Schulgebäude in Berlin-Wilmersdorf.

## Leben
Otto Herrnring war ein Sohn des Konditoreibesitzers und Kaufmanns Ferdinand Herrnring und dessen Ehefrau Wilhelmine Herrnring geb. Klee. Am 23. August 1858 wurde er evangelisch getauft.
Im Jahr 1883 begann Herrnring sein Studium an der Technischen Hochschule Berlin. 1884/1885 wählte man ihn zum ersten Vorsitzenden des Deutschen Technischen Studentenvereins zu Berlin, wodurch er auch Mitglied im Ausschuss der Technischen Hochschule wurde. Als Ausschussvorsitzender leitete er 1888 den Festakt zum Umzug der Hochschule in den neuen Bau nach Berlin-Charlottenburg.
Schon als Referendar bei der Berliner Baupolizei tätig, wurde er im Juni 1891 nach dem bestandenen 2. Staatsexamen zum Regierungsbaumeister (Titel eines Assessors in der öffentlichen Bauverwaltung) ernannt und wurde daraufhin nach Oppeln versetzt, kam aber später wieder nach Berlin. Herrnring heiratete am 24. November 1891 Margarethe geb. Steindamm.
Nach dem Ausscheiden aus dem Staatsdienst im November 1896 wurde er noch im selben Jahr zum Gemeindebaurat der Landgemeinde Wilmersdorf gewählt. In dieser Funktion war er unter anderem für den Bau zahlreicher Schulgebäude in Wilmersdorf verantwortlich. Nach der Verleihung des Stadtrechts an Wilmersdorf wurde er 1907 zum Stadtbaurat für den Hochbau gewählt. Zugleich wurde als Stadtbaurat für die Kanalisation Hermann Müller und als Stadtbaurat für den Tiefbau der bisherige Gemeindebaurat Otto Lambert gewählt, die am 1. Juli in ihr Amt eingeführt wurden. Nach der Bildung Groß-Berlins im Jahre 1920 gehörte er in dieser Funktion auch dem Bezirksamt von Wilmersdorf an.
Herrnring starb am 11. Mai 1921 um 21 Uhr in seiner Wohnung im Haus Landhausstraße 52 an den Folgen eines Schlaganfalls. Am 17. Mai wurde er auf dem Friedhof Wilmersdorf beigesetzt, sein Grab ist nicht erhalten. Sein einziges Kind war der jung verstorbene Sohn Helmuth Herrnring (* 6. Januar 1895; † 7. Juni 1913).

## Ehrungen
- 13. Dezember 1904: preußischer Roter Adlerorden der IV. Klasse[3]
- 1913: preußischer Kronen-Orden der III. Klasse[7]
- 28. Mai 1918: Verdienstkreuz für Kriegshilfe[3]
- 6. Dezember 1919: Rote Kreuz-Medaille der III. Klasse[3]

## Bauten und Entwürfe
Herrnring entwarf und baute vor allem Schulgebäude in Wilmersdorf.
- 1897–1898, 1908 und 1911: I. Gemeindeschule, Gieselerstraße (heute Comenius-Schule und Hans-Fechner-Grundschule; unter Denkmalschutz)[8]
- 1899–1900 und 1908: II. Gemeindeschule, Joachim-Friedrich-Straße (heute Friedrich-List-Oberschule und Halensee-Grundschule; unter Denkmalschutz)[9]
- 1903–1904: Victoria-Luise-Gymnasium (heute Goethe-Gymnasium; unter Denkmalschutz)[10]
- 1905–1907: Realgymnasium II, genannt Goethe-Schule, Münstersche Straße (heute Paul-Eipper-Grundschule und Michael-Grzimeck-Grundschule; unter Denkmalschutz)[11]
- 1909–1910: Fichte-Gymnasium, Emser Straße (heute Johann-Peter-Hebel-Grundschule; unter Denkmalschutz)[12]
- 1909–1910: Cecilienschule, Nikolsburger Platz (heute Cäcilien-Grundschule; unter Denkmalschutz)[13]
- um 1910: Toilettenhaus am Preußen-Park, Brandenburgische Straße (unter Denkmalschutz)[14]
- 1910–1912: Oberrealschule, Blissestraße (heute Friedrich-Ebert-Oberschule und Peter-Silbermann-Schule; unter Denkmalschutz)[15]
- 1911: IV. Gemeindeschule, Koblenzer Straße (heute Birger-Forell-Schule; unter Denkmalschutz)[16]
- 1911–1913: Höhere Mädchenschule III, genannt Hohenzollern-Lyzeum, Eisenzahnstraße (statt Herrnring mehrfach Stadtbauinspektor Philipp Nitze als Urheber genannt; heute Otto-von Guericke-Schule; unter Denkmalschutz)[17]
- 1912–1913: Gemeindehaus der Vater-Unser-Kirche (unter Denkmalschutz)[18]
- 1913–1914: Reformrealgymnasium II, Prinzregentenstraße (unter Denkmalschutz)[19]
- 1913–1916: Höhere Mädchenschule IV, Weimarische Straße (heute Marie-Curie-Oberschule; unter Denkmalschutz)[20]
- Planung ab 1914, ausgeführt 1919–1922: Krematorium Wilmersdorf, Berliner Straße (zusammen mit Walter Bettenstaedt; 1990 Öfen stillgelegt; unter Denkmalschutz)[21]
- 1919?: Umbau des vormaligen Joachimsthalschen Gymnasiums, Bundesallee (heute durch den Fachbereich Musik der Universität der Künste Berlin genutzt; unter Denkmalschutz)[22]

außerhalb Berlins
- 1909–1910: Deutsches Gymnasium in Łódź (Polen)[23]
- unbekannte Kapelle auf dem Südwestkirchhof Stahnsdorf[24]